# Chemainus
Chemainus est une ville de la Colombie-Britannique située dans le district régional de Cowichan Valley.

## Économie

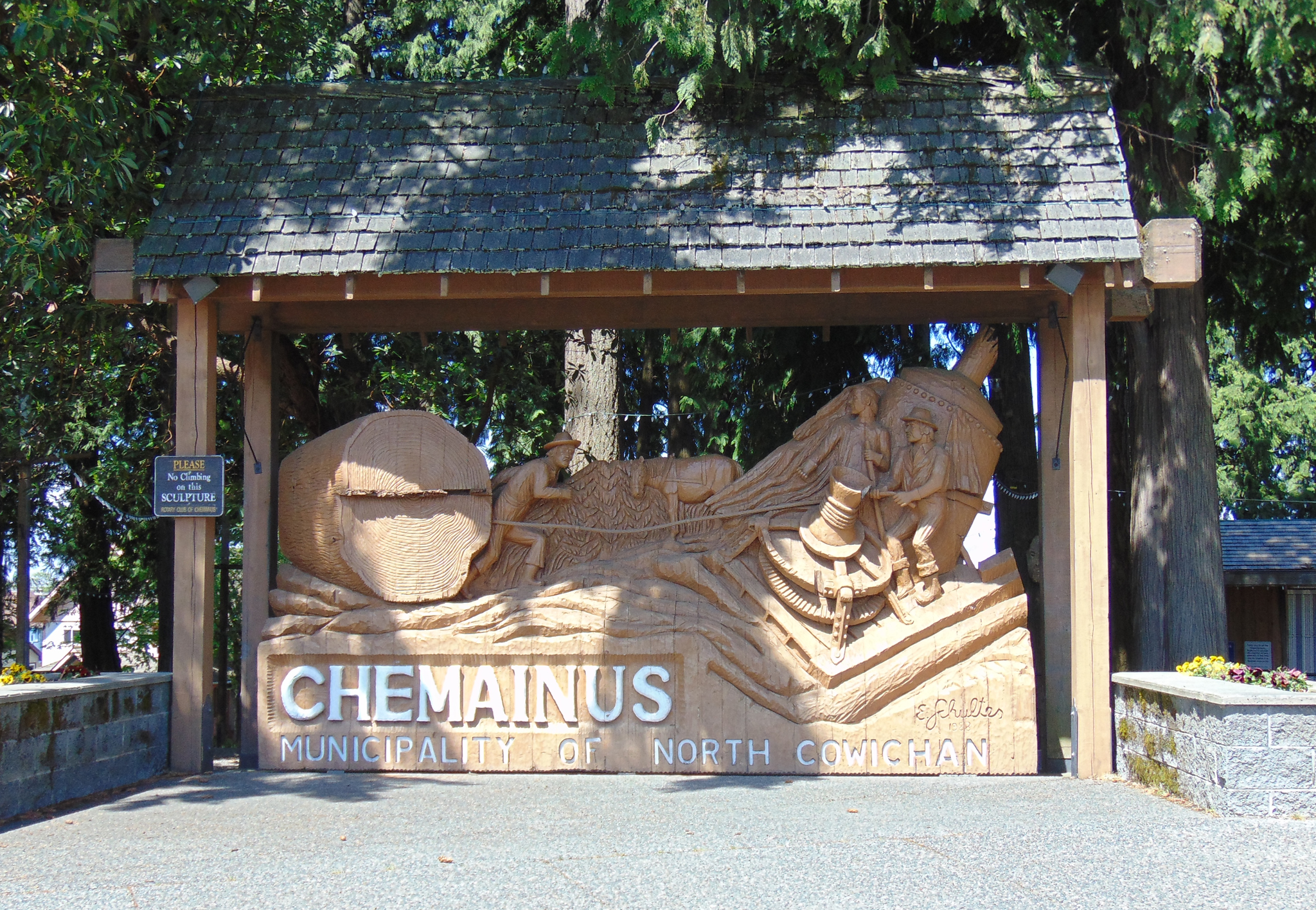
Pancarte dans la ville de Chemainus, sur l'île de Vancouver, Colombie-Britannique

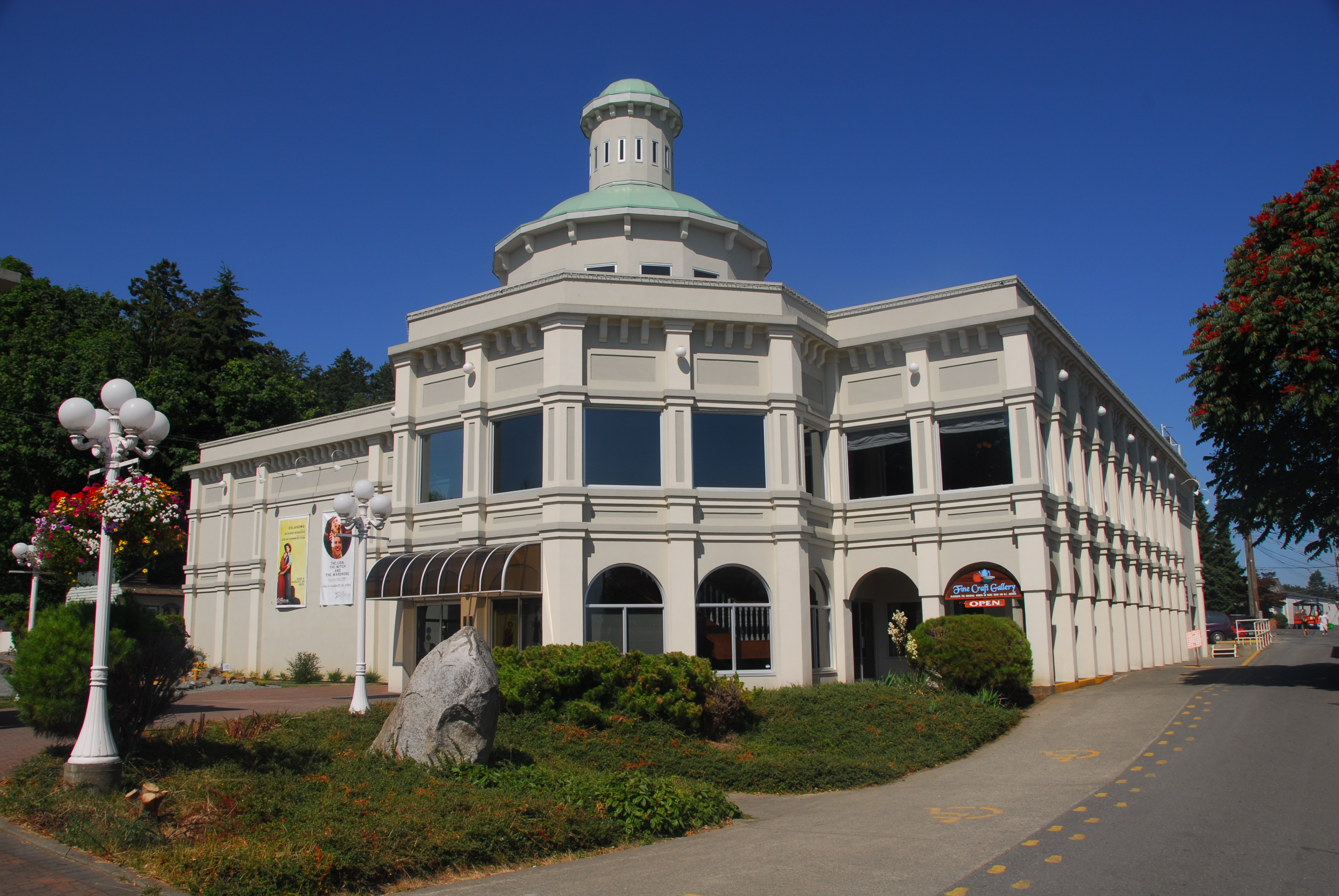
Théâtre Chemainus